# Saint-Loup-Hors
Saint-Loup-Hors är en kommun i departementet Calvados i regionen Normandie i norra Frankrike. Kommunen ligger i kantonen Bayeux som ligger i arrondissementet Bayeux. År 2022 hade Saint-Loup-Hors 521 invånare.

## Befolkningsutveckling
Antalet invånare i kommunen Saint-Loup-Hors
Referens:INSEE